# Polimerizzazione stereospecifica
La polimerizzazione stereospecifica è un processo di polimerizzazione nel quale si forma un polimero tattico, cioè dove le unità che si ripetono hanno una stessa configurazione stereochimica determinata.
La polimerizzazione stereospecifica permette di costruire polimeri cristallini e stereoregolari non altrimenti ottenibili. Il processo richiede l'impiego di catalizzatori specifici, i catalizzatori di Ziegler-Natta, che riescono a controllare la stereochimica della reazione di polimerizzazione. La possibilità di ottenere polimeri stereoregolari ha rivoluzionato la chimica dei polimeri e delle macromolecole, con applicazioni importanti in campo industriale per la fabbricazione di materie plastiche.

## Storia
Era noto da tempo che alcune sostanze naturali come la cellulosa o la gomma naturale avevano una struttura macromolecolare, e i chimici erano riusciti a produrre macromolecole artificiali come celluloide, cellophane e bakelite. A quel tempo i chimici pensavano che queste sostanze fossero costituite da aggregati di piccole molecole, detti colloidi, senza un peso molecolare definito, tenute assieme da una forza sconosciuta. Fu Hermann Staudinger negli anni trenta a chiarire che i polimeri erano costituiti da lunghe catene di atomi tenuti insieme da legami covalenti, dando il via allo sviluppo della chimica dei polimeri e delle macromolecole che permetteva di costruire composti ad alto peso molecolare su basi scientifiche. Per i suoi studi Staudinger ricevette il premio Nobel per la chimica nel 1953. In base a queste nuove conoscenze i chimici riuscirono a produrre un gran numero di nuove sostanze macromolecolari sfruttando vari metodi di polimerizzazione. Furono trovate procedure per controllare pesi molecolari e varie proprietà fisiche e tecnologiche dei polimeri preparati, ma risultava molto difficile ottenere strutture regolari quando nella polimerizzazione si formavano centri stereogenici o doppi legami, che potevano dar luogo localmente a differenti configurazioni. Era quindi impossibile sintetizzare polimeri simili a polimeri naturali come la gomma naturale e la guttaperca, che hanno strutture dove i gruppi asimmetrici sono disposti regolarmente.
La svolta si ebbe negli anni 1952-1954 con le ricerche di Karl Ziegler e Giulio Natta. Karl Ziegler, lavorando a Mühlheim all'Istituto Max-Planck per le Ricerche sul Carbone, scoprì che l'etilene poteva essere polimerizzato a bassa pressione con un catalizzatore a base di TiCl4 e Al(C2H5)3. Il polietilene così ottenuto era caratterizzato da catene sostanzialmente lineari, che conferivano maggiore cristallinità, durezza e rigidità, con proprietà meccaniche diverse dal polietilene ottenuto in precedenza. Giulio Natta consigliò alla Montecatini di acquisire i brevetti di Ziegler, e presso il Politecnico di Milano iniziò a studiare la polimerizzazione di propilene, stirene e altre α-olefine. I risultati ottenuti nel 1954 col propilene furono particolarmente interessanti: tra i prodotti di polimerizzazione fu isolato un materiale cristallino che, in seguito a misure di diffrazione dei raggi X, risultò formato da catene dove le unità di monomero si succedevano in modo regolare, mantenendo tutte la stessa configurazione. Natta scoprì così che il polimero era stereoregolare, e chiamò isotattica questa struttura regolare. Era stata ottenuta e dimostrata la prima polimerizzazione stereospecifica.

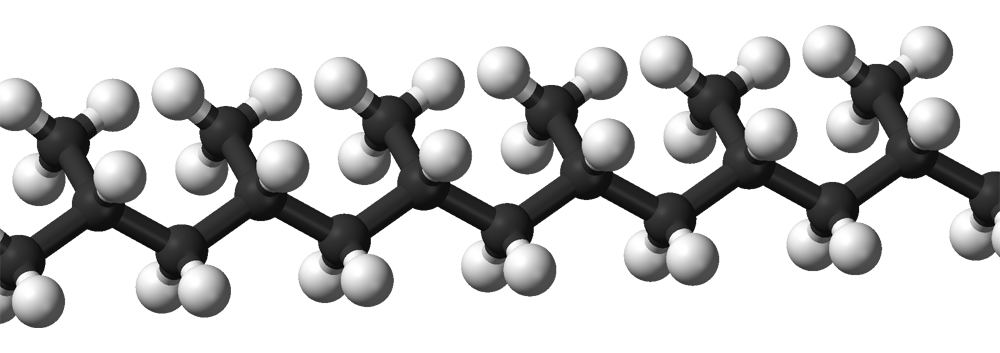
Modello tridimensionale di un frammento di catena del polipropilene isotattico; tutti i gruppi laterali CH_{3} sono sullo stesso lato della catena.

Verso la fine del 1954 Natta utilizzò TiCl3 cristallino al posto di TiCl4, trovando che questo catalizzatore produceva una maggiore resa di polimero isotattico. Nel 1957 la Montecatini iniziò la produzione industriale di polipropilene isotattico, commercializzandolo con il marchio registrato Moplen. In seguito furono ottenuti polimeri isotattici di altri monomeri e si scoprirono nuovi tipi di stereoregolarità (polimeri sindiotattici). Karl Ziegler e Giulio Natta ricevettero nel 1963 il premio Nobel per la chimica "per le loro scoperte nel campo della chimica e della tecnologia degli alti polimeri".